# Cyrtandra multicaulis
Cyrtandra multicaulis är en tvåhjärtbladig växtart som beskrevs av Brian Laurence Burtt. Cyrtandra multicaulis ingår i släktet Cyrtandra och familjen Gesneriaceae. Inga underarter finns listade i Catalogue of Life.